# Prionailurus
Prionailurus é um género de felinos que inclui várias espécies asiáticas de pequenos animais

## Descrição
São de um modo geral pequenos felinos, que se distinguem do género Felis por terem uma cauda mais farta e consideravelmente mais curta do que o corpo, um focinho mais curto, e olhos grandes; tal confere-lhes uma aparência distinta e no caso de P. planiceps bastante invulgar. Os membros de Prionailurus são tipicamente animais da floresta, e a maioria é capaz de nadar bem; algumas espécies são mesmo semi-aquáticas alimentando-se principalmente de peixes e outros animais aquáticos.
Análises moleculares recentes de populações de gato-leopardo encontraram uma distinção clara entre as populações de gato-leopardo do norte e sudeste da Ásia. Se estas diferenças genéticas indicarem uma uma distinção específica, P. b. euptailurus pode ser uma espécies válida.

## Espécies e subespécies
Segundo MSW e ITIS:
- Prionailurus bengalensis (Kerr, 1792)
  - Prionailurus bengalensis bengalensis
  - Prionailurus bengalensis alleni
  - Prionailurus bengalensis borneoensis
  - Prionailurus bengalensis chinensis
  - Prionailurus bengalensis euptilurus
  - Prionailurus bengalensis heaneyi
  - Prionailurus bengalensis horsfieldii
  - Prionailurus bengalensis javanensis
  - Prionailurus bengalensis rabori
  - Prionailurus bengalensis sumatranus
  - Prionailurus bengalensis trevelyani
- Prionailurus iriomotensis (Imaizumi, 1967) (Sin. Prionailurus bengalensis iriomotensis Imaizumi, 1967)
- Prionailurus planiceps (Vigors & Horsfield, 1827)
- Prionailurus rubiginosus (I. Geoffroy Saint-Hilaire, 1831)
  - Prionailurus rubiginosus rubiginosus
  - Prionailurus rubiginosus phillipsi
- Prionailurus viverrinus (Bennett, 1833)